# Bert Granet
Pour les articles homonymes, voir Granet.
Bert Granet est un producteur et scénariste américain né le 10 juillet 1910 à New York, New York (États-Unis), mort le 15 novembre 2002 à Santa Monica (Californie).

## Filmographie

### comme producteur
- 1944 : Bride by Mistake (en)
- 1945 : Le Charme de l'amour (Those Endearing Young Charms)
- 1945 : Sing Your Way Home
- 1946 : Le Médaillon (The Locket) de John Brahm
- 1948 : Berlin Express
- 1950 : The Torch (en)
- 1952 : Je retourne chez maman (The Marrying Kind)
- 1953 : Letter to Loretta (série TV)
- 1957 : The Walter Winchell File (série TV)
- 1959 : Les Incorruptibles défient Al Capone (The Scarface Mob) (TV)
- 1959 : Les Incorruptibles ("The Untouchables") (série TV)
- 1970 : The Intruders (en) (TV)

### Comme scénariste
- 1933 : Hizzoner
- 1934 : Henry the Ache
- 1934 : How Am I Doing
- 1934 : She's My Lilly, I'm Her Willie
- 1934 : Marriage Wows Series: Domestic Bliss-ters
- 1935 : Soup for Nuts
- 1936 : Legion of Terror
- 1937 : Speed to Spare
- 1937 : Meet the Missus
- 1937 : Mon oncle gangster (en) (The Big Shot) d'Edward Killy
- 1937 : Vol de zozos (High Flyers) d'Edward F. Cline
- 1937 : Quick Money (en)
- 1938 : Maid's Night Out
- 1938 : Go Chase Yourself
- 1938 : Law of the Underworld
- 1938 : Ah ! ces vedettes ! (The Affairs of Annabel)
- 1938 : Mr. Doodle Kicks Off (en)
- 1938 : Annabel Takes a Tour
- 1939 : Fixer Dugan (en) de Lew Landers
- 1939 : Career de Leigh Jason
- 1939 : The Day the Bookies Wept de Leslie Goodwins
- 1940 : Laddie
- 1940 : Millionaire Playboy
- 1940 : Cross-Country Romance
- 1941 : Son patron et son matelot (A Girl, a Guy, and a Gob) de Richard Wallace
- 1941 : Footlight Fever
- 1942 : Obliging Young Lady
- 1950 : The Torch (en)
- 1959 : En lettres de feu (Career) de Joseph Anthony